# Noumea subnivalis
Noumea subnivalis is een zeenaaktslak die behoort tot de familie van de Chromodorididae. Deze slak komt enkel voor langs de kust van Japan, op een diepte van 7 tot 10 meter.
De slak is wit gekleurd, met een vurig oranje mantelrand, die bij een detailopname uit 2 kleuren bestaat: rood en geel. De kieuwen zijn wit en de rinoforen zijn roodachtig paars met witte fijne lijnen. Ze wordt, als ze volwassen is, zo'n 15 mm lang. Ze voeden zich met sponzen.